# Shaogang (socken i Kina, Henan)
Shaogang (kinesiska: 稍岗, 稍岗乡) är en socken i Kina. Den ligger i provinsen Henan, i den centrala delen av landet, omkring 220 kilometer öster om provinshuvudstaden Zhengzhou. Antalet invånare är 57 896. Befolkningen består av 27 922 kvinnor och 29 974 män. Barn under 15 år utgör 20,0 %, vuxna 15-64 år 71 %, och äldre över 65 år 7,0 %.
Genomsnittlig årsnederbörd är 945 millimeter. Den regnigaste månaden är juli, med i genomsnitt 207 mm nederbörd, och den torraste är januari, med 9 mm nederbörd.